# Polska Formuła Mondial
Polska Formuła Mondial – cykl wyścigów samochodowych rozgrywanych w ramach WSMP według przepisów Formuły Mondial w latach 1989–1994.

## Historia
Chęć internacjonalizacji wyścigów w bloku wschodnim spowodowała wprowadzenie w ramach Pucharu Pokoju i Przyjaźni Formuły Mondial. W serii tej pojemność silnika była ograniczona do 1,6 litra oraz zabroniony był efekt przyziemny. Dodatkową zaletą dla państw socjalistycznych była stosunkowo niedroga modernizacja samochodów Formuły Easter do wymagań nowej formuły. W celu dalszego ograniczenia kosztów zezwolono na zastosowanie silnika wyprodukowanego jedynie w krajach socjalistycznych.
W 1987 roku Polski Związek Motorowy ogłosił zamiar wprowadzenia Formuły Mondial do mistrzostw Polski. Rozgrywki Polskiej Formuły Mondial, oznaczonej jako klasa E6, zostały zainaugurowane w 1989 roku przy okazji wprowadzenia nowego regulaminu WSMP. Zastąpiły one przestarzałą Formułę Polonia, przy czym z uwagi na brak wystarczającej liczby samochodów w klasie E6 ścigały się również pojazdy dawnej Formuły Polonia. Pierwszym mistrzem został Andrzej Wojciechowski. W 1990 roku w mistrzostwach Polski, podobnie jak w Pucharze Pokoju i Przyjaźni, zniesiono wymóg pochodzenia silników z bloku wschodniego. Sezon wygrał po odniesieniu czterech zwycięstw Artur Skwarzyński.
W sezonie 1991 po raz pierwszy wprowadzono klasyfikację dla zawodników zagranicznych, określoną jako Międzynarodowy Puchar Polski. Puchar wygrał Litwin Mindaugas Dainauskas, zaś w mistrzostwach Polski triumfował Andrzej Godula. Rok później Formułę Mondial rozróżniono na zawody krajowe oraz międzynarodowe, przy czym w rozgrywkach międzynarodowych mogli uczestniczyć również polscy kierowcy. Mistrzostwa Polski wygrał Godula, a międzynarodowe mistrzostwa Polski – Wiktor Kozankow. W 1993 roku obie klasyfikacje wygrał Andrzej Godula, a w sezonie 1994 – Krzysztof Woźniak.
Po 1994 roku Formuła Mondial została zastąpiona klasą E-1600, która była rozgrywana do 1998 roku.

## Mistrzowie
| Sezon | Mistrzostwa Polski    | Międzynarodowe WSMP  |
| ----- | --------------------- | -------------------- |
| 1989  | Andrzej Wojciechowski | nie rozgrywano       |
| 1990  | Artur Skwarzyński     | nie rozgrywano       |
| 1991  | Andrzej Godula        | Mindaugas Dainauskas |
| 1992  | Andrzej Godula        | Wiktor Kozankow      |
| 1993  | Andrzej Godula        | Andrzej Godula       |
| 1994  | Krzysztof Woźniak     | Krzysztof Woźniak    |